# Jaroslav Krátký (malíř)
Jaroslav Krátký (28. listopadu 1889, Domažlice – 22. června 1969, Plzeň) byl český akademický malíř, grafik a pedagog. Jeden ze zakladatelů Sdružení západočeských výtvarných umělců (SZVU). Studoval na UMPRUM v Praze ornamentální a figurální kresbu pod vedením prof. Dítěte. Studoval také v Paříži na Académie des beaux-arts a v soukromé škole M. Denise a prof. Vallotona. Zde se seznámil s Františkem Kupkou a jeho tvorbou. Později studoval v Mnichově.
V Plzni učil nejdřive jako středoškolský a potom jako vysokoškolský profesor. Jeho tvorba je zejména zaměřena na krajinomalbu z Chodska a Plzeňska. Byl ovlivněn doznívajícím francouzským postimpresionismem, zatímco doma byla jeho tvorba ovlivněná Wachsmanovou a Preislerovou tvorbou. Kromě malby se zabýval i užitou grafikou a ilustrací.

## Působení v SZVU
V roce 1919 se v Plzni ustavila první širší regionální specificky výtvarnická organizace jako tradicionalisticky pojatý Spolek výtvarníků plzeňských (SVP), ve kterém nacházeli členové spíše profesní vazbu, postrádající ovšem názorové sblížení. V první půli roku 1925 vystoupil na schůzy Spolku výtvarníků plzeňských (SVP) Krátký s kritickým referátem. Kvůli opožděnému návratu z ruského zajetí sice zmeškal iniciativu Umělecké skupiny, ale svou kritikou navázal na její protikonvenční postoje a vyžadoval promyšlenost nejen v řádu obrazu. Prosazoval konstruktivní řád ve spolkovém organizování výtvarníků. Kolem této kritiky organizační koncepce se utvářilo značné množství požadavků nápravy. Vzhledem k tomu, že vedení SVP požadavkům nevyhovělo, tak se iniciativa rozhodla ke vzniku vlastního sdružení. Tímto vzniklo na přelomu k podzimu roku 1925 Sdružení západočeských výtvarných umělců (SZVU). Program vycházel z tezí referátu Krátkého. Zde působil jakožto předseda Krátký až do roku 1944. Po válce nadále působil ve sdružení až do jeho záníku 18. listopadu 1951.
Od 2. 11. 2005 až po 26. 11. 2005 se v Plzni konala výstava na počest 80 let od založení Sdružení Západočeských Výtvarných Umělců (SZVU) v Galerii Jiřího Trnky.